# Музыкальная палеография
Музыкальная палеогра́фия (греч. παλαιóς — древний, старинный греч. γράφειν — писать) — прикладная научная дисциплина, направленная на изучение старинных (рукописных и старопечатных) памятников музыкальной нотации. Музыкальной палеографией, требующей междисциплинарного подхода, занимаются в равной мере филологи и музыковеды. Музыкальная палеография изучает западноевропейские невмы, древнерусские крюки, армянские хазы и другие старинные нотации с целью их современной интерпретации.

## Задачи и методы
Музыкальная палеография является частью общей палеографии, использует её методы исследования рукописного материала. Вместе с тем, она привлекает музыкально-аналитические и музыкально-исторические методы исследования, приёмы статистики, теории информации и других наук и дисциплин.
Исследование музыкального рукописного материала проходит следующие стадии:
- источниковедческую (выявление памятника, его описание и классификация);
- общепалеографическую (палеографическое исследование рукописи: внешние особенности, датировка, авторство, сохранность, характер письма словесного и музыкальных текстов, пагинация и т. д.);
- музыкально-палеографическую (особенности соотношения словесного и музыкальных текстов, классификация системы музыкальной записи, сравнительный анализ и систематизация графических комплексов и элементов музыкальной записи и т. п.). Музыкально-палеографическая стадия исследования предусматривает использование сравнительно-исторического, музыкально-теоретического, математического и иных методов, круг которых расширяется по мере накопления материала и развития самой музыкальной палеографии как музыкально-технологической дисциплины.

Результаты музыкально-палеографических исследований отражаются в публикациях, включающих факсимильные издания музыкальных памятников с научными исследованиями и комментариями, которые часто содержат разработку методики расшифровки и переводов музыкального текста на линейную нотацию.
В музыкальной палеографии могут быть выделены русская певческая палеография, византийская (греческая) музыкальная палеография, латинская (григорианская) музыкальная палеография, армянская музыкальная палеография и другие области. В основе подразделения лежат графические, синтаксические и иные особенности музыкальной записи в памятниках различных регионов. Каждой из исследуемых областей палеографии музыкальной соответствует круг рукописей, как правило, на определённом языке.

### Расшифровка как научная проблема
Важнейшая практическая задача музыкально-палеографических исследований — перевод старинных памятников в классическую 5-линейную нотацию. Поскольку древние представления о музыке (иной музыкальный строй, иная звуковысотная система, иная, в ряде случаев «иррациональная», ритмика, синкретизм текста и музыки и мн. др.) не идентичны системе представлений о музыке Нового времени (в расчёте на которую и была внедрена классическая 5-линейная нотация), транскрипция старинного оригинала в школьную форму нотации не всегда возможна без «смысловых» потерь.
Другая практическая задача музыкальной палеографии (та же, что в общей палеографии) — унификация вариантов расшифровываемой музыки. Поскольку в древности (в т. ч. в области старинной культовой музыки) невозможно говорить об «автографе» музыкального произведения (в том смысле, как, например, говорят об автографе сонат Моцарта или симфоний Малера), варианты могут расцениваться как исторически и художественно равнозначные независимо от формы оригинала (рукописной или печатной) и даже от их относительной датировки. Следовательно, любая современная унификация старинного нотного памятника, особенно если она представлена в виде публикации-транскрипции, — зона исключительной ответственности палеографа.

## Исторический очерк
Как особая дисциплина музыкальная палеография начала складываться в 1850-х годах. Основополагающее значение имели труды французского учёного Эдмона де Кусмакера, который поставил изучение средневековой музыкальной нотации на твёрдую научную почву и опроверг необоснованные гипотезы о происхождении западноевропейских невм. В дальнейшем большой вклад в изучение и расшифровку невменного письма внесли Гуго Риман, О. Флейшер, Петер Вагнер, в более позднее время — П. Ферретти, Жак Хандшин, Э. Яммерс и др. В 1889 году во Франции под редакцией А. Мокеро (с 1931 года — Ж. Гажара) было начато издание литургических памятников невменной нотации с развёрнутым исследовательским комментарием («Paleographie musicale» — «Музыкальная палеография»). Особенности византийской средневековой нотации впервые были широко освещены в работах А. Гастуэ и Ж. Б. Тибо на рубеже XIX и XX вв; однако решающие успехи достигнуты в этой области в 1920—1930-х годах благодаря исследованиям Э. Веллеса, Г. Дж. У. Тильярда и К. Хёга. Им удалось полностью расшифровать средневизантийскую нотацию, что открыло путь и к пониманию памятников палеовизантийской нотации. С 1935 года издаётся серия «Monumentae musicae byzantinae» («Памятники византийской музыки»), включающая научно комментированные публикации и исследования специального характера. В середине XX века в научных трудах всё большее признание получает мысль об общности основ византийского и западноевропейского невменного письма и о возможности создания единой универсальной Палеографии музыкальной, охватывающей все виды средневековой музыкальной письменности.

## Русская певческая палеография

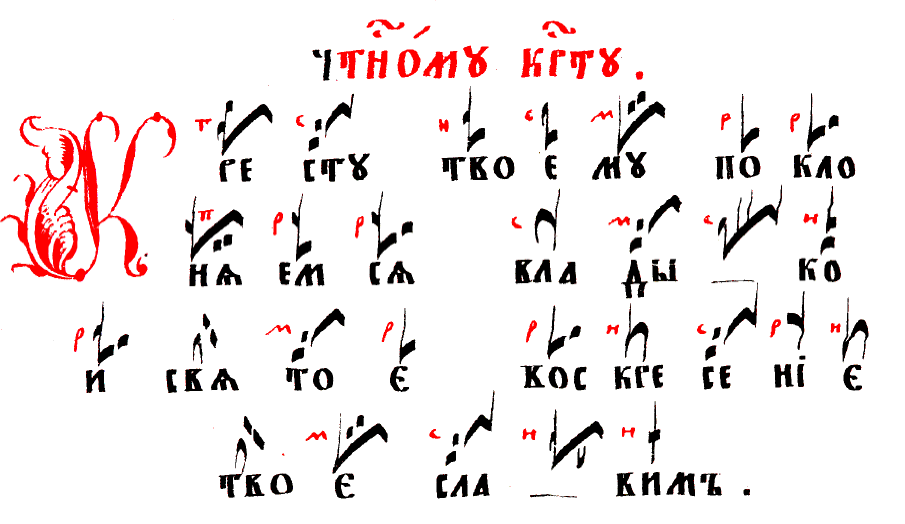
Пример знаменной нотации с киноварными пометами, из книги «Круг церковнаго древняго знаменнаго пения в шести частях», ред. А. И. Морозов, 1884.
«Кресту Твоему поклоняемся, Владыко, и Святое Воскресение Твоё славим» (Тропарь, глас 6 — исполняется в праздник Воздвижения Креста Господня и в Крестопоклонную Неделю Великого поста)

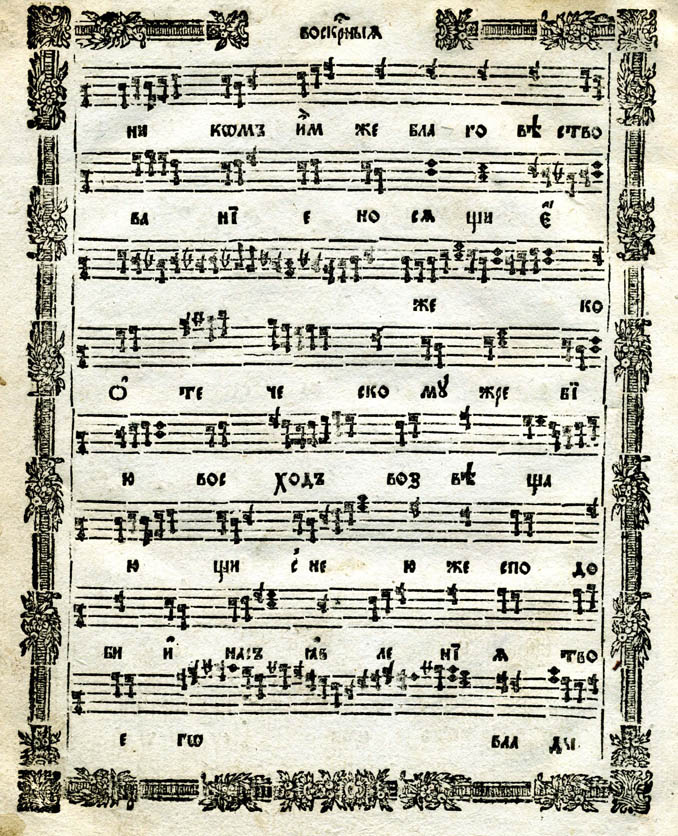
Евангельская стихира «Мариины слёзы» в нотации «топориками» (фрагмент). Из кн.: Октоих нотного пения. 7-е изд. Москва, 1811

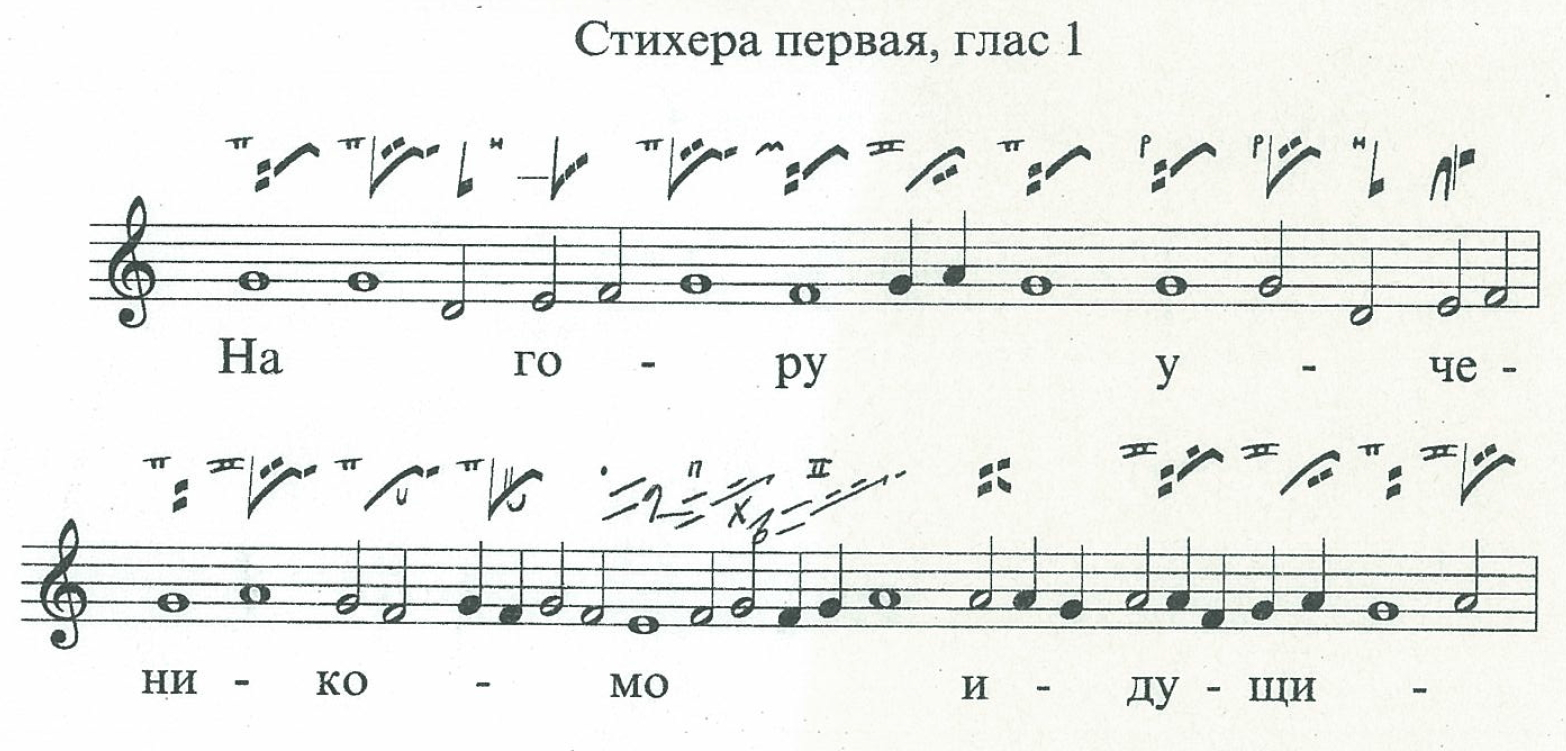
Эта же Стихира Евангельская первая, глас 1, Фёдора Крестьянина в расшифровке Б. Кутузова

Русская певческая палеография исследует славяно-русские певческие рукописные памятники XII — начала XVIII вв. (отдельные рукописи — до XX в.): Кондакари, Стихирари, Ирмологии, Октоихи и др. В этих рукописях, как правило, используются идеографические (знаменные) системы музыкальной записи: кондакарная, столповая, путевая и др. Вместе с тем русская певческая палеография рассматривает нотолинейное письмо, имевшее в XVII веке в России специфические черты (т. н. киевское знамя, особенности которого до сих пор полностью не изучены), и знаменно-нотолинейные рукописи конца XVII — начала XVIII вв., дающие возможность сравнивая анализы двух семантически различных систем кодирования музыкальной интонации.
Начало изучению знаменного письма положили Вукол Ундольский и Иван Сахаров. Музыкально-палеографическими исследованиями занимались Владимир Одоевский и Владимир Стасов. Новым этапом, давшим важные исторические обобщения и научную систематизацию материала, явились труды Дмитрия Разумовского. Значительный вклад в разработку проблематики русской певческой палеографии внесли С. В. Смоленский, В. M. Металлов, Антонин Преображенский, а в последующее время — В. М. Беляев, М. В. Бражников, Н. Д. Успенский и др. М. В. Бражников сыграл видную роль в разработке научных основ русской певческой палеографии. Он создал специальный курс Палеография музыкальная для студентов-музыковедов, который вёл в Ленинградской консерватории с 1969 года до конца жизни. Им было сформулировано самоё понятие русской певческой палеографии как научной дисциплины (ранее многие её аспекты рассматривались русской семиографией или церковно-певческой археологией). На современном этапе развития этой науки наиболее актуальными стали источниковедческие, методологические и музыкально-палеографические проблемы. Методика описания певческих рукописей в общих чертах разработана, но ещё не решены вопросы систематизации и классификации русских музыкальных памятников, эволюции певческих жанров; не решена проблема происхождения русской систем музыкальной записи как со стороны синтактики, так и со стороны семантики. С проблемой генезиса связаны проблемы кодирования музыкальной информации в знаменных системах и эволюции самих знаменных систем. Одним из аспектов эволюции стал вопрос исторической периодизации знаменного письма (Бражников предложил палеографическую периодизацию, основанною на изменении графики знамен); разрабатывается классификация знаменных систем.

### Расшифровка
Одна из главных проблем русской певческой палеографии — расшифровка знаменного письма беспометного периода. В научной литературе определились два различных подхода к решению этой задачи. Один из них — путь «от известного к неизвестному», то есть от позднейших видов крюковой нотации, имеющих относительное звуковысотное значение («пометное» и «призначное» письмо), к более ранним и до сих пор полностью не расшифрованным. Этот метод был выдвинут Смоленским, позже его отстаивали Металлов, Бражников, а за рубежом — И. Гарднер. Другой путь, по которому идёт ряд западных учёных (М. Велимирович, О. Странк, К. Флорос, К. Леви), основывается на сравнении старейших видов знаменного, а также кондакарного письма с палеовизантийской нотацией. Ни один из этих методов в отдельности не может привести к окончат. решению проблемы, и для достижения позитивного, научно мотивированного результата необходимо их взаимодействие.

## Армянская музыкальная палеография
Армянская музыкальная палеография изучает древние системы музыкальной записи в памятниках армянской музыкальной культуры V—XVIII вв. (с VIII века — хазовая нотация). В исследованиях отмечается, что в Армении была выработана самостоятельная система нотописи, имевшая специфические национальные черты. Древнеармянские музыкальные рукописи собраны в Государственном хранилище древних рукописей, имеющем мировое значение. Актуальные проблемы армянской музыкальной палеографии: генезис армянской нотописи, прототипы хазовой нотации, изучение взаимосвязей средневековой, профессиональной и народной музыки Армении.
Развитие проблематики армянской музыкальной палеографии связано с именами Гр. Гапасакаляна, Е. Тнтесяна, Комитаса. Последний впервые поставил проблемы генезиса и эволюции хазовой нотации, начал научное музыкально-палеографическое изучение памятников армянской музыкальной культуры; теоретические проблемы рассматриваются в трудах X. С. Кушнарёва, P. A. Атаяна, Н. К. Тагмизяна.